# Paul François de Quelen de La Vauguyon
Paul François de Quélen, duque de La Vauguyon (París, 30 de julio de 1746 - ibíd. 14 de marzo de 1828)
Perteneciente a una antigua familia aristocrática francesa, fue gobernador de Cognac e instructor del futuro Luis XVI. Par de Francia, brigadier, mariscal de campo y caballero de la Orden del Espíritu Santo, fue escogido como ministro plenipotenciario de los Países Bajos (embajador) en una época cercana a los Estados Generales (1789).
Embajador en España, caballero de la Orden del Toisón de Oro y efímero ministro de Asuntos Exteriores de Francia. Fue nombrado ministro del Consejo de Estado de Luis XVIII en Verona. Fue su principal intermediario junto a sus agentes en Francia, pero fue víctima de intrigas. También fue Lugarteniente General del Ejército.

## Padres
Su padre era Antoine de Quélen (1706–1772), duque de La Vauguyon (1759), príncipe de Carency, par de Francia, menino del Delfín, lugarteniente general de los ejércitos reales, gobernador, primer gentilhombre de cámara, gran maestre (jefe) de la garde-robe  del duque de Borgoña, del Delfín y de los condes de Provenza y Artois, y caballero de la Orden del Espíritu Santo y de la de San Luis. 
Su madre, Marie Françoise de Béthune (1712-1799), hija del duque de Charost, hijo a su vez del gobernador de la persona del rey Luis XV.

## Antes de la Revolución

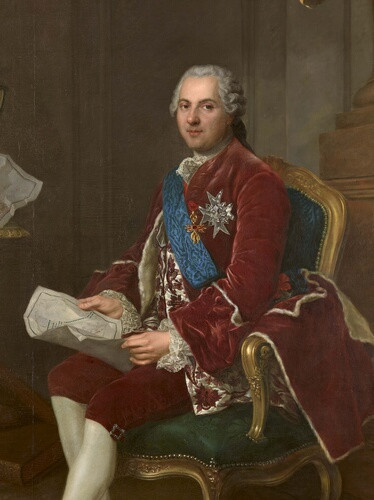
El Delfín Luis Fernando.

Paul François es conocido por la vida de su padre como duque de Saint-Mégrin. Se introdujo en el servicio público a los doce años y luchó en las últimas campañas de la guerra de los Siete Años. Después de la guerra fue nombrado gobernador de Cognac y se aprovecha de esto para escribir y publicar un texto de elogio al delfín Luis Fernando de Francia, padre de Luis XVI, XVIII y Carlos X, titulado Portrait de feu monseigneur le Dauphin (en español, algo así como Retrato del iluminado monseigneur el Delfín). A su padre le fue encargada la delicada tarea de educar a los hijos del delfín a la muerte de éste, y él mismo fue Menino de Luis Augusto de Borbón (futuro Luis XVI). Sucedió a su padre como par de Francia en 1773.
En 1776, recomendado por Charles Gravier de Vergennes, Luis XVI lo elige como representante de Francia en los Estados Generales de las Provincias Unidas de los Países Bajos. A su llegada, los Estados estaban, en cierto modo, bajo el control del gobierno británico; cuando partió, una solemne delegación de los Estados le transmitió el reconocimiento de sus servicios y su gratitud por él:

(...) cuidado y apoyo constante que no había cesado de mostrar por y a los intereses comunes de Francia y la República, suplicándole ser el objeto de su reconocimiento antes de su soberano y beneficiarse del honor de una alianza defensiva.

## Matrimonio e hijos
El 27 de abril de 1766 Paul François de Quelen de La Vauguyon contrajo matrimonio con Marie-Antoinette Rosalie de Pons (1751–1824), dama de honor de la condesa de Provenza.
Marie-Antoinette era la hija Charles Armand de Pons (1692–1760) y de Rosalie Le Tonnelier (1725–1792), esta última, era a su vez, hija del ministro François Victor Le Tonnelier. Su madre, Rosalie, había contraído segundas nupcias en 1771 con Louis Armand Constantin de Rohan, conocido como el "príncipe de Montbazon" (1731- guillotinado el 23 de julio de 1794).
Él y su esposa fueron padres de dos hijos y dos hijas:
1. Paul Antoine de Quélen (1768–1824), príncipe de Carency. El 14 de septiembre de 1789 contrajo matrimonio con Florence Constance de Rochechouart, hija de Aimeric de Rochechouart, conde de Faudoas. No tuvo descendencia.

1. Marie Antoinette de Quélen (1771–1847). El 13 de mayo de 1787 se casó con Alexandre, príncipe-duque de Bauffremont.

1. Paul Yves de Quélen (1777–1837), duque de La Vauguyon, príncipe de Carency y marqués de Saint-Megrin, Par de Francia, Mariscal de Campo y Teniente General (primero en el Reino de las Dos Sicilias, luego en la Armada Francesa). Luchó en la Grande Armée y fue ayudante de campo del Gran Duque de Berg. Siguió a Joachim Murat a Nápoles y se convirtió en General y Coronel general de Infantería en su guardia. Soltero y sin hijos, Quelen se extinguió con su fallecimiento en 1837.

1. Pauline Antoinette de Quélen (1783–1829), contrajo matrimonio con el príncipe José de Saboya-Carignano, conde de Villafranca. Su esposo, el conde de Villafranca, era hermano de la princesa de Lamballe y primo-hermano de Carlos Manuel (VI) Príncipe de Carignano (padre del rey Carlos Alberto de Cerdeña).